# Gulag

Mapa pracovních táborů existujících na území SSSR v letech 1923 až 1961. Zdroj: Nezisková organizace Memorial

Gulag (rusky:  Glavnoje upravlenije lagerej, ГУЛаг, Главное управление исправительно-трудовых лагерей, česky: Hlavní správa nápravně-pracovních táborů) byl jedním z oddělení lidového komisariátu vnitřních záležitostí (NKVD, ministerstva vnitra) Sovětského svazu řídící a spravující systém pracovních a koncentračních táborů SSSR, který začal být budován za Lenina (1919) na samém počátku Sovětského svazu a byl rozšířen za Stalinovy vlády.
Správa byla i s tábory samotnými oficiálně zrušena v lednu 1960, ve skutečnosti ovšem tábory (pod jiným jménem, většinou s méně krutým režimem a někdy i na jiných místech) existovaly až do konce komunistického režimu. Slovo gulag se posléze přeneseně používalo pro označení sítě táborů nebo i jednotlivých táborů pod správou této instituce.

## Definice Gulagu
Dle Rady Lidových komisařů SSSR (rusky Совет народных комиссаров СССР) ze dne 7. dubna 1930 je „úkolem nápravně-pracovních táborů ochrana společnosti před sociálně zvláštně nebezpečnými zločinci prostřednictvím jejich izolace spojené se společensky prospěšnou prací“.

## Princip gulagu

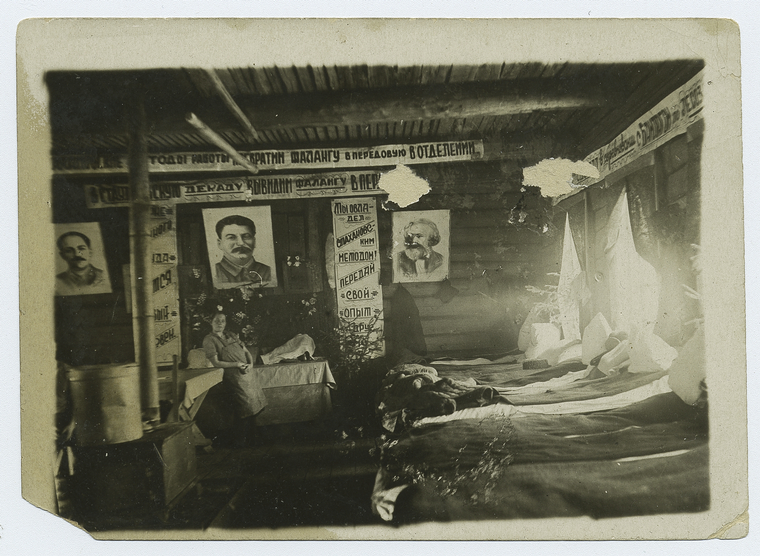
Fotografie údajné ubikace vězňů (1936 či 1937). Výrazně propagandistický a kašírovaný snímek

Během celé existence SSSR vzniklo nejméně 476 táborových komplexů, v nichž byly sdruženy tisíce táborů. Na rozdíl od německých vyhlazovacích táborů Gulag představoval spíše tábory produkující otrockou práci, jeho hlavním úkolem byla těžba surovin a stavba náročných projektů (Bělomořsko-baltský kanál). Projekt pracovních táborů po celém severu země vypracoval v roce 1929 Naftalij Frenkel, který návrh osobně předložil Stalinovi a získal jeho souhlas.

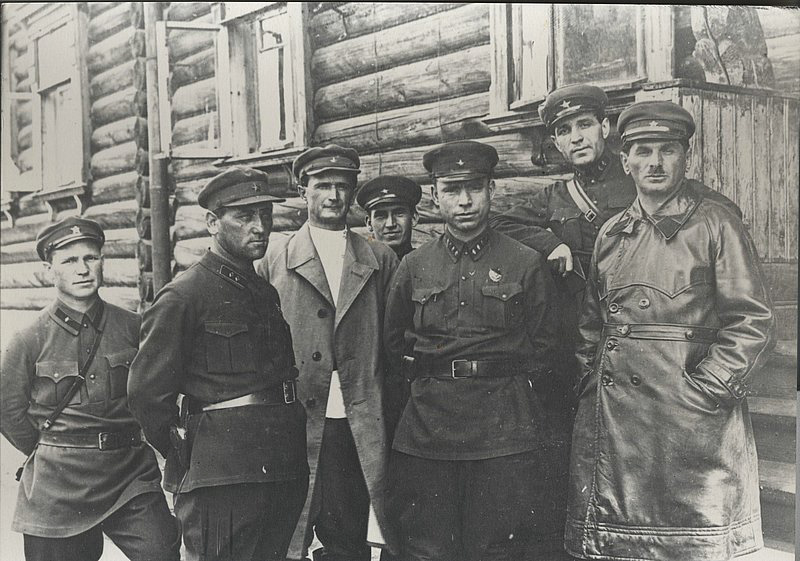
Velitel gulagu Berman a organizátor prací v gulagu Frenkel v roce 1932

Podmínky v různých táborech byly dost různorodé a měnily se i v čase. Vzhledem k relativní organizační volnosti a moci táborových velitelů (kterou jim NKVD poskytoval) záleželo na tom, kdo byl táborovým velitelem – zda racionálně a „liberálněji“ myslící velitel, nebo „krvelačný sadista“. Některá místa skutečně představovala tábory smrti, která přicházela zpravidla v důsledku nemoci, odepření lékařské péče, umrznutí, případně hladu. Vězni v táborech museli nezřídka pracovat až 16 hodin denně či dokonce více s minimem stravy, bez patřičného nářadí, bez zkušeností a za daných podmínek s nesplnitelnými normami. Kdo normu nesplnil, často nedostal svůj už tak hubený příděl jídla (nebo mu byl ještě zmenšen). Dozorci si leckdy beztrestně dělali s vězni, co chtěli (jedinou podmínkou bylo, aby příliš výrazně neklesla produkce). Často se pracovalo v mrazu bez patřičného oblečení. Existovalo ale i něco málo táborů, kde se žilo relativně dobře, např. pro některé klíčové vědce, kteří měli i v těchto podmínkách bádat.

## Počet lidí v Gulagu

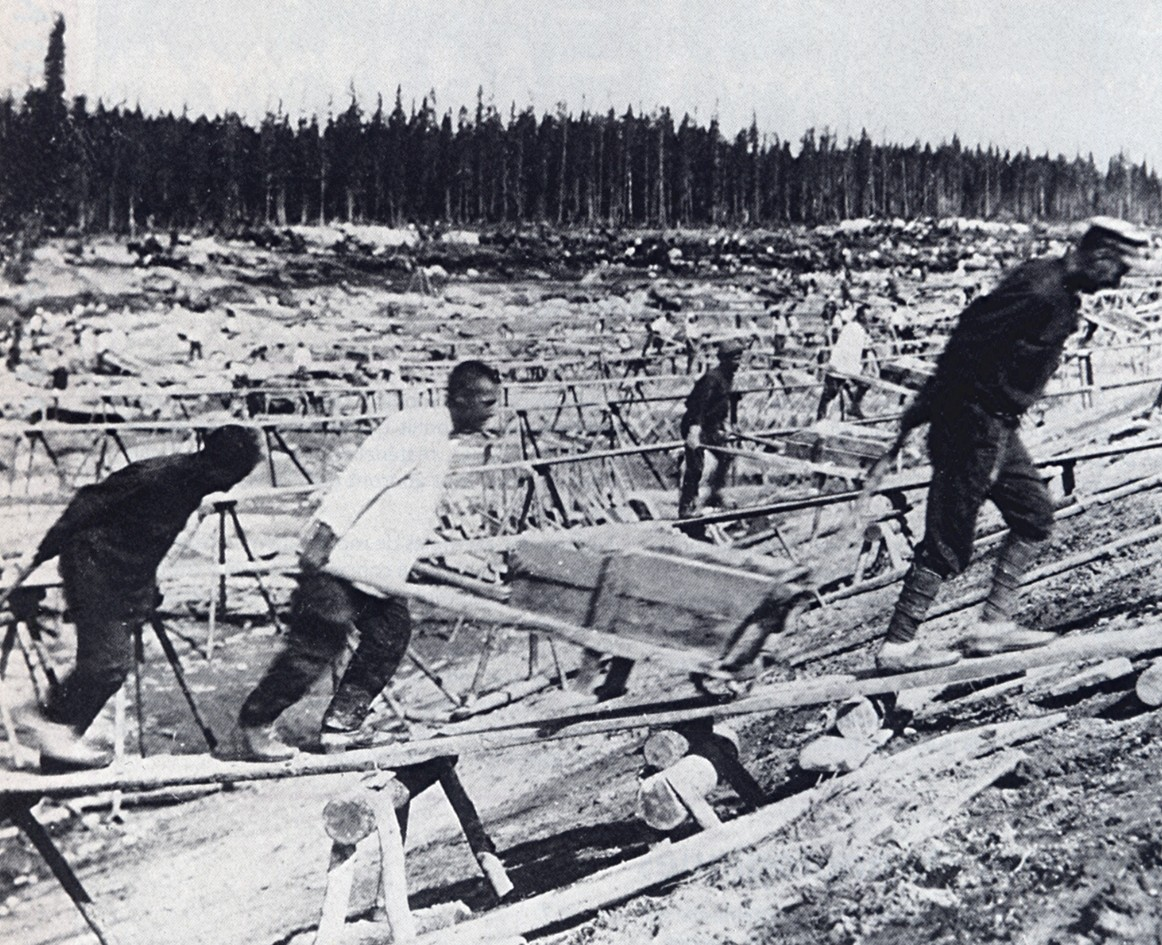
Stavba bělomořského kanálu, 1932

Jen v období Stalinovy vlády (1929–1953) prošlo tábory gulagu nejméně 8 miliónů lidí. Někdy se k nim připočítávají i lidé žijící ve vyhnanství (minimálně 6 miliónů lidí), ti však nežili v táborech a jejich životní podmínky byly zpravidla lepší. Vrchol éry gulagu přišel na přelomu 40. a 50. let. Podle odhadů amerického historika R. Conquesta dosáhl počet lidí v táborech v roce 1948 asi 10 milionů a v roce 1952, těsně před Stalinovou smrtí, téměř 13 milionů. Na konci Stalinovy éry existovalo přibližně 200 táborů nucených prací, umístěných zejména na Sibiři, Dálném východě a v Arktidě.

## Známí vězni
- Andrej Alexejevič Amalrik, ruský spisovatel
- Anton Antonov-Ovsejenko, ruský historik a spisovatel
- Anna Barkovová, ruská básnířka a novinářka
- Menachem Begin, izraelský politik a premiér
- Bohumil Borecký, československý plukovník
- Margarete Buber-Neumann, německá levicová novinářka, vězeň nacistického i sovětského systému
- Vladimir Bukovskij, ruský neurofyziolog a spisovatel
- Konstantin Alexandrovič Čcheidze, česko-ruský spisovatel a filosof
- Julij Markovič Daniel, ruský spisovatel a překladatel
- Pjotr Dmitrijevič Dolgorukov, ruský politik
- Vladimir Dremljuga, ruský disident
- Mustafa Džemilev, vůdce krymských Tatarů
- Pavel Florenskij, ruský matematik, filosof a teolog
- Naftalij Aronovič Frenkel, ruský obchodník, vězeň i organizátor Gulagu
- Jevgenija Ginzburgová, ruská spisovatelka a disidentka
- Valentin Gluško, ruský konstruktér raketových motorů
- Lev Gumiljov, ruský historik a etnolog
- Anatolij Markovič Gurevič, sovětský špion
- Gustaw Herling-Grudziński, polský novinář a spisovatel
- Ryszard Kaczorowski, polský státník
- Lev Kopelev, ruský spisovatel a disident
- Sergej Koroljov, fyzik a konstruktér raket
- Merab Kostava, gruzínský disident
- Ján Košút, slovenský student
- Sergej Adamovič Kovaljov, biolog, obhájce lidských práv a politik
- Karel Kubánek, československý letec
- Osip Mandelštam, ruský básník
- Sergej Vladimirovič Marakujev, ruský emigrant v Praze, dědeček A. Kopřivové
- Anatolij Marčenko, ruský spisovatel a disident
- Polina Molotovová, manželka V. M. Molotova
- Jurij Fjodorovič Orlov, ruský fyzik a disident
- Konstantin Päts, estonský politik a prezident
- Vladimir Michajlovič Petljakov, ruský letecký konstruktér
- František Polák, český advokát, účastník I., II. i III. odboje
- Nikolaj Nikolajevič Polikarpov, ruský letecký konstruktér
- Karl Radek, revolucionář a komunistický politik
- Konstantin Konstantinovič Rokossovskij, sovětský maršál a polský politik
- Andrej Donatovič Siňavskij, ruský spisovatel a disident
- Josip Slipyj, ukrajinský arcibiskup a kardinál
- Dušan Slobodník , slovenský spisovatel
- Alexandr Solženicyn, spisovatel, nositel Nobelovy ceny
- Vasyl Stus, ukrajinský spisovatel
- Varlam Tichonovič Šalamov, ruský spisovatel
- Natan Šaransky, sovětský matematik, disident a izraelský politik
- Karlo Štajner, jugoslávský komunista a revolucionář
- Lev Sergejevič Těrmen, ruský vynálezce
- Andrej Nikolajevič Tupolev, letecký konstruktér
- Kārlis Ulmanis, lotyšský politik a prezident
- Sergej Vojcechovský, československý generál
- Raoul Wallenberg, švédský diplomat
- Lothar Wolleh, německý fotograf

## Cizinci v Gulagu

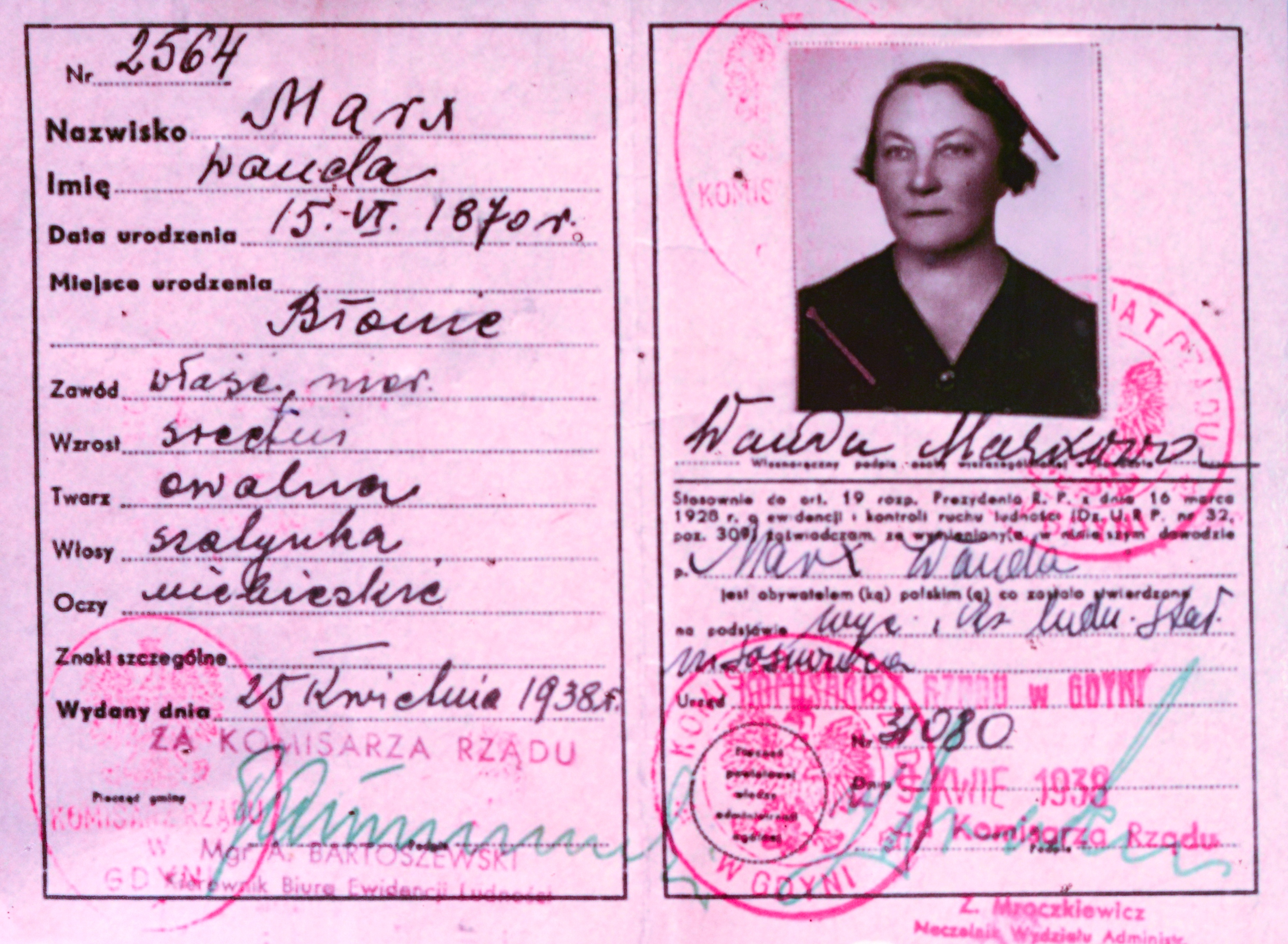
Osobní průkaz Vandy Marx z Gdyni. Odvlečena KGB do gulagu, kde zemřela hladem a vyčerpáním 7. listopadu 1941.

Gulag nebyl určen jen pro občany SSSR, ale ocitli se zde lidé mnoha dalších národností. Hned po rozdělení Polska mezi Sovětským svazem a hitlerovským Německem v roce 1939 docházelo k masovým deportacím Poláků, jež se ocitli na územích okupovaných Sovětským svazem, ale také představitelů dalších národů (Bělorusů a Ukrajinců), kteří de iure nebyli občany SSSR. Když Rudá armáda vytlačila z Maďarska vojska Třetí říše, započal transport představitelů elit i dalších práceschopných osob do Gulagů (zde již byla řada válečných zajatců). Z Budapešti byl do Gulagu odvlečen též švédský diplomat Raoul Wallenberg, který za války zachránil životy odhadem 100 000 Židů. Celkově bylo do Gulagů odvlečeno přibližně 300 000 Maďarů, přičemž polovina z nich se nevrátila zpět. Maďarská lidová republika však na navrátilce pohlížela krajně nedůvěřivě, a tak se stali cílem častých represí. Jako pravděpodobně poslední maďarský vězeň Gulagu se v roce 2000 vrátil (po 53 letech) András Toma, původně válečný zajatec z druhé světové války. Do gulagu se dostalo také mnoho z více než 4 000 Finů zajatých během zimní a pokračovací války se SSSR. Mezi cizince v gulagu patřili i Čechoslováci jako například Sergej Vojcechovský, Jan Plovajko nebo Imrich Gablech.

## Povědomí o gulagu

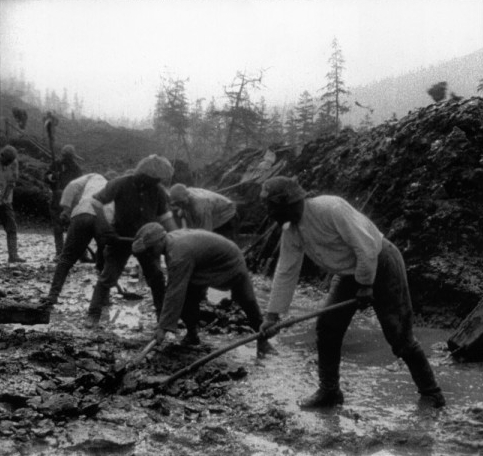
Stavba mostu přes řeku Kolymu na cestě, které se začalo říkat Cesta kostí

Oproti obecnému povědomí se politici a novináři západu o systému sovětských pracovních táborů dozvěděli již na přelomu 20. a 30. let 20. století a otevřeně o něm psali. Obecnou veřejnost však tato fakta příliš nezaujala, navíc Sovětskému svazu se pomocí dovedných zastíracích manévrů a propagandistických tahů podařilo vzbudit dojem, že většinu pracovních táborů zrušil (ačkoliv ve skutečnosti počet táborů i vězňů strmě rostl). Nové, podrobnější informace se svět začal dozvídat až v době Chruščovova tání koncem 50. let. Všeobecně známé se staly až po vydání děl ruského disidenta Alexandra Solženicyna.

## Významné tábory
- Magadan
- Norilsk
- Ozerlag
- Pečora
- Vorkuta
- Kolymské gulagy
- Solovecký tábor zvláštního určení

## Díla inspirovaná Gulagem

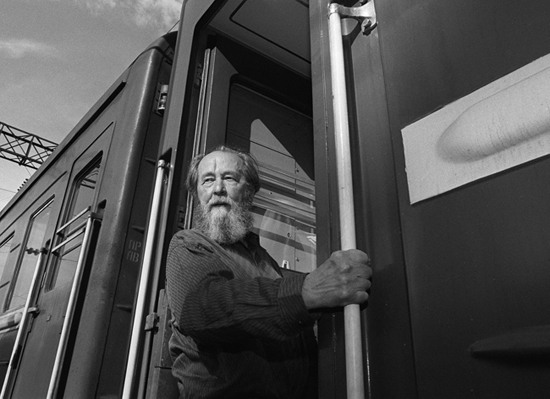
Alexandr Solženicyn strávil za kritiku Stalina 8 let v gulagu a následně 3 roky ve vyhnanství

- Josef Martin Bauer, Kam až mě nohy donesou (česky Naše vojsko 1994, 2017; zfilmováno 2001 jako Bílé peklo) – příběh německého vojáka jako zajatce v sovětském pracovním lágru na Sibiří a jeho následného útěku
- Monika Zgustová, Oblečené k tanci na sněhu (Argo, 2020) – autorka zachycuje autentická svědectví devíti „silných, vnímavých a statečných“ žen, které se dostaly do spárů jednoho z nejděsivějších totalitních režimů lidských dějin, a přece se nezlomily a dokázaly se vrátit do alespoň zčásti normálního života
- Fritz Blankenhorn, A nebylo návratu (česky Baronet 2004) – příběh německého zajatce v sovětském pracovním lágru
- Jan Demčík, Můj útěk do gulagu (1995, 2001) – podkarpatský Rusín, který byl po svém útěku do Sovětského svazu zatčen a poslán do gulagu
- Jevgenija Ginzburgová, Strmá cesta (česky Odeon 1992) – zatčeni mladé sovětské komunistky, obvinění a léta v Gulagu až po rehabilitaci
- Karel Goliath, Zápisky ze stalinských koncentráků: Výběr ze vzpomínek a studií (Köln – Index 1986, Ergo – 2018) – příběh českého právníka, historika a spisovatele, vězněného v gulagu v letech 1939 až 1955
- Gustaw Herling-Grudziński, Jiný svět (1951 v Anglii; česky Institut pro středoevropskou kulturu a politiku Praha 1994)
- Ján Košút, Cez červený očistec (Bratislava 1995, 2009)
- Jiří Svetozar Kupka, Krvavé jahody (2007, 2008, 2016) – smyšlený příběh Věry Sosnarové, kterou NKVD podle jejích slov odvlekla do gulagu
- Armand Maloumian, Synové Gulagu (česky 1990) – autentické zážitky z osobního prožití
- Jean Nicolas, Jedenáct let v ráji (1958 ve Francii, česky 2020) – vzpomínky francouzského katolického kněze, vězne Gulagu
- Boris Pasternak, Doktor Živago (1957 v Itálii; Bratislava 1969; česky Lidové nakladatelství 1990, Odeon 2003, 2011, 2019)
- Sławomir Rawicz, Dlouhá cesta (1956 v Londýně; česky Jota 2007, 2011; zfilmováno 2010 jako Útěk ze Sibiře) – o transportu do gulagu, tamních podmínkách a o útěku do Indie
- Alexandr Solženicyn, Jeden den Ivana Děnisoviče (1962 v SSSR; česky Svět sovětů 1963, 1965, Lidové nakladatelství 1991, Academia 2000, 2002, Leda 2011)
- Alexandr Solženicyn, Souostroví Gulag (1973 v zahraničí; česky 1990, 2011)
- Varlam Tichonovič Šalamov, Kolymské povídky (, G plus G 2011)
- Karlo Štajner, 7 000 dní na Sibiři (1971 Jugoslávie; česky Naše vojsko 1991, 2008, 2011)
- Guzel Šamilevna Jachinová, Zulejka otevírá oči (česky Prostor 2017)

## Galerie

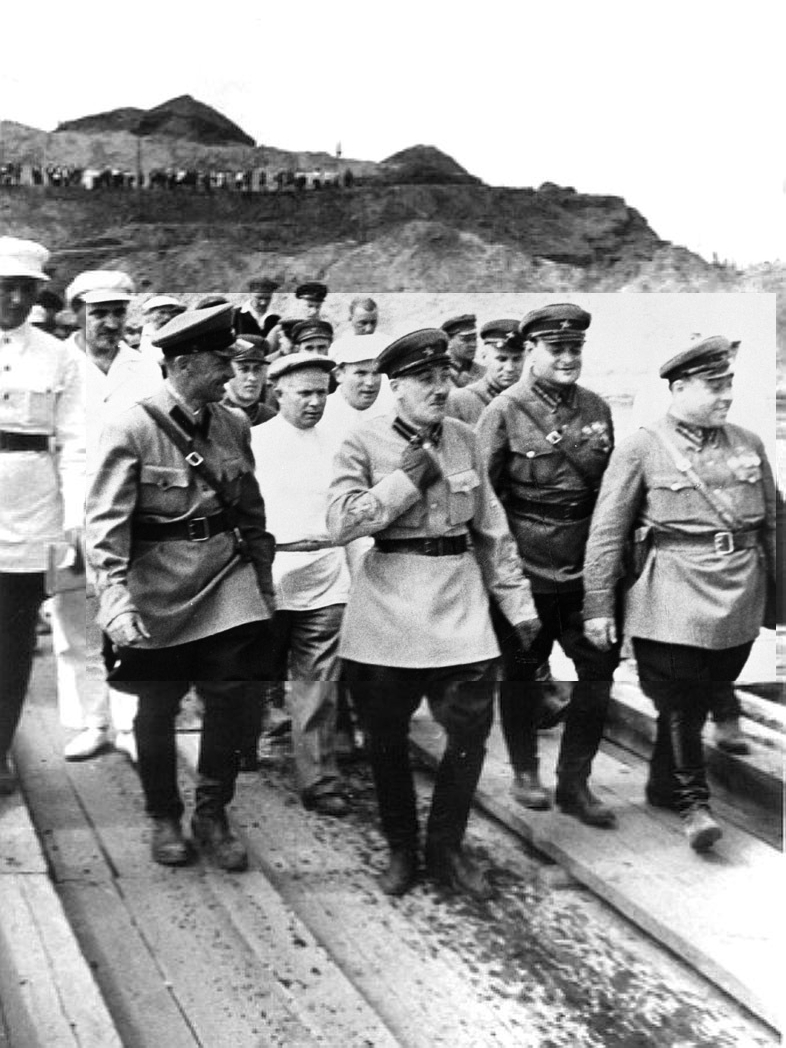
Velitel NKVD Genrich Jagoda při inspekci kanálu Moskva-Volha, který budovali vězni gulagu. Vlevo za Jagodou je N. S. Chruščev.
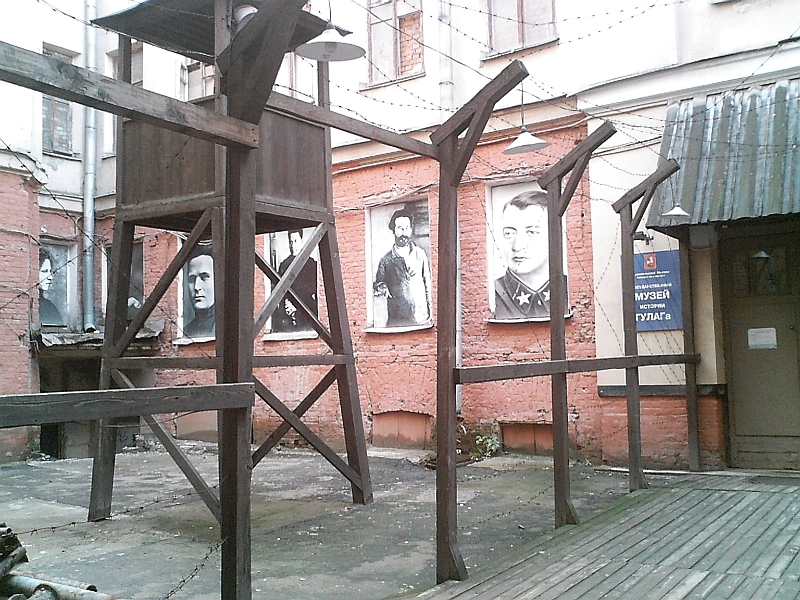
Muzeum gulagu v Moskvě
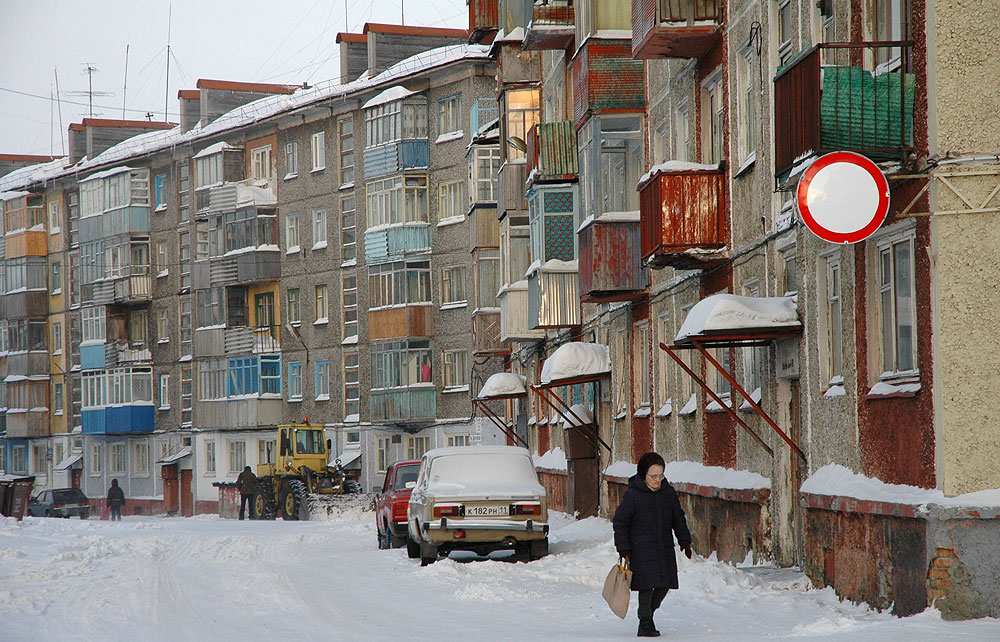
Ruské město Vorkuta, bývalý tábor gulagu, kde stále žijí tisíce bývalých vězňů a jejich potomci
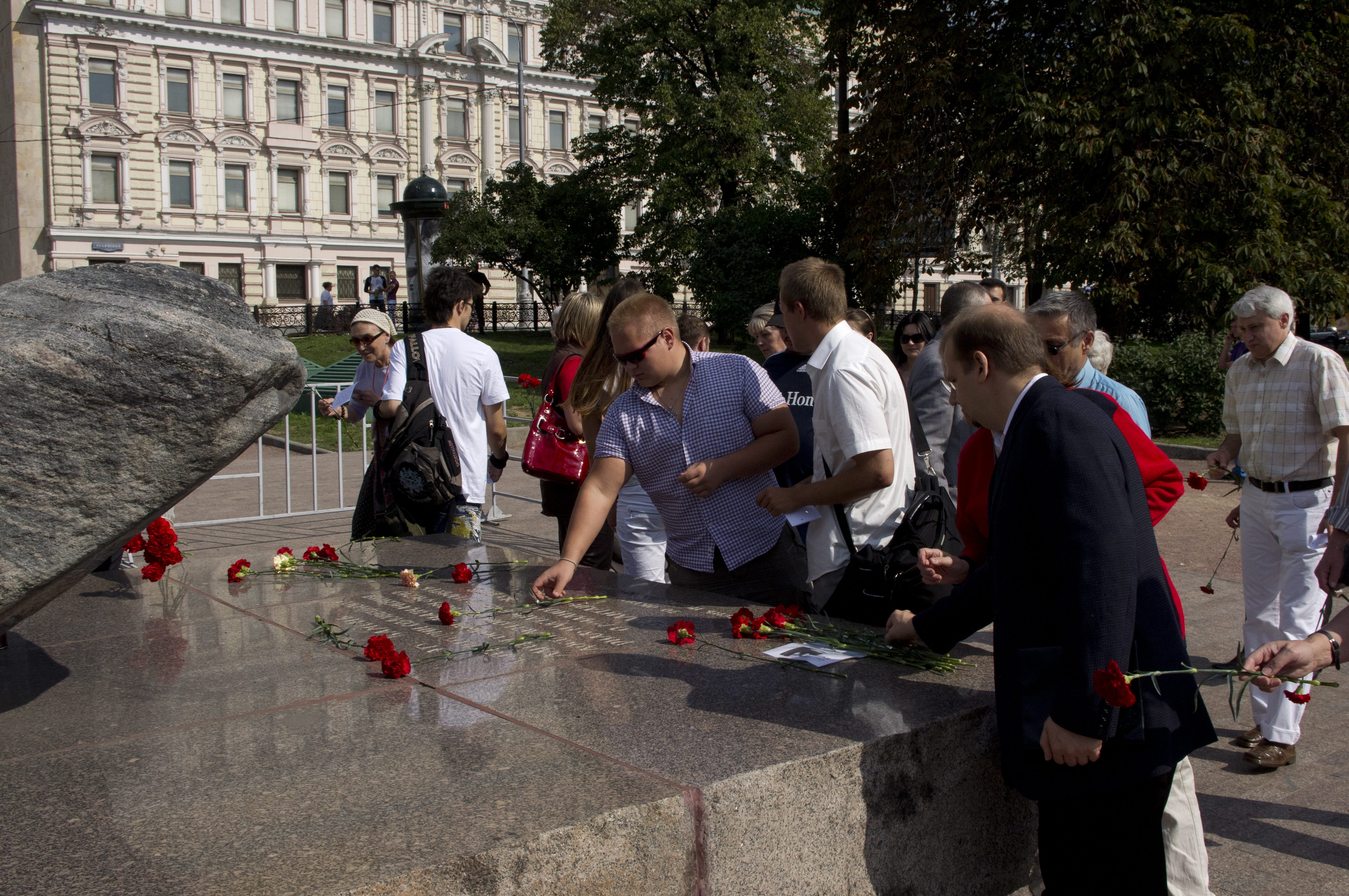
Solovecký kámen v Moskvě – pomník obětem gulagu
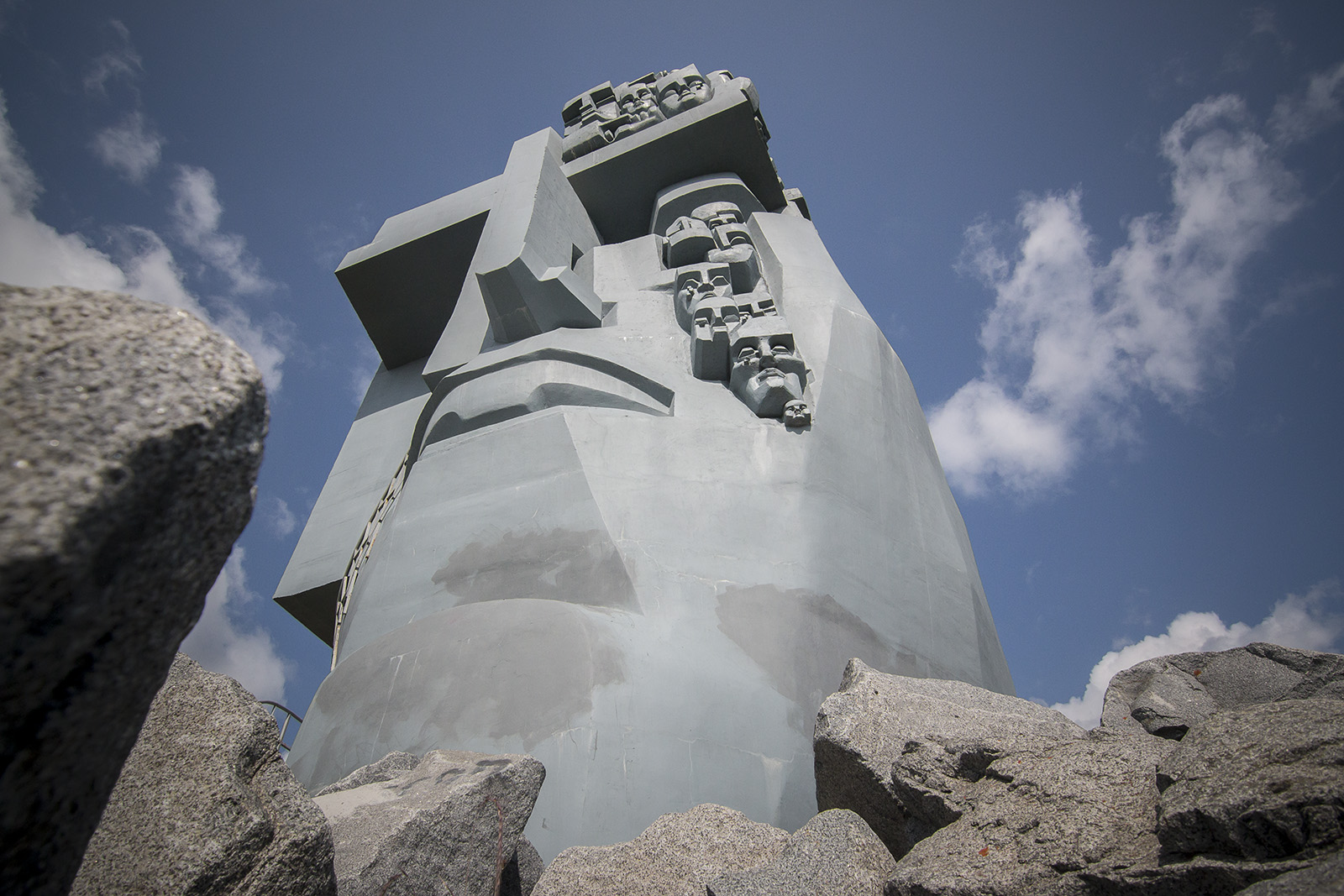
Maska smutku v Magadanu – pomník obětem gulagu